# S3 Trio
La S3 Trio è stata una popolare gamma di schede video per personal computer e furono i primi acceleratori grafici completamente integrati di S3.
Come suggerisce il nome, tre componenti precedentemente separati sono stati ora inclusi nello stesso ASIC: il core grafico, il RAMDAC e il generatore di clock. La maggiore integrazione ha reso la scheda grafica più semplice e quindi più economica da produrre.

## Varianti
Trio64 e 64V+, apparsi per la prima volta nel 1995, sono essenzialmente soluzioni completamente integrate basate sui precedenti chipset acceleratori Vision 864 e 868. Come l'868, la 64V+ è dotata di un motore di accelerazione video in grado di eseguire la conversione dello spazio colore da YUV a RGB e il ridimensionamento filtrato lineare orizzontale. A differenza del Vision964/968, i chip Trio non supportano la VRAM e sono limitati solo a FPM DRAM e EDO DRAM. L'hardware grafico 2D è stato successivamente utilizzato nella scheda video S3 ViRGE.
La Trio32 è una versione a basso costo della Trio64 con un'interfaccia DRAM più piccola a 32 bit.
La Trio64V2 è un miglioramento rispetto alla 64V+ includendo il filtraggio bilineare verticale. Il core grafico 2D è stato successivamente utilizzato nei modelli ViRGE/DX e ViRGE/GX. Come i corrispondenti chip ViRGE, anche il 64V2 era disponibile nelle varianti /DX e /GX, con quest'ultima che supportava SDRAM o SGRAM più moderne. La versione finale, chiamata Trio3D, era effettivamente il successore a 128 bit del ViRGE/GX2.

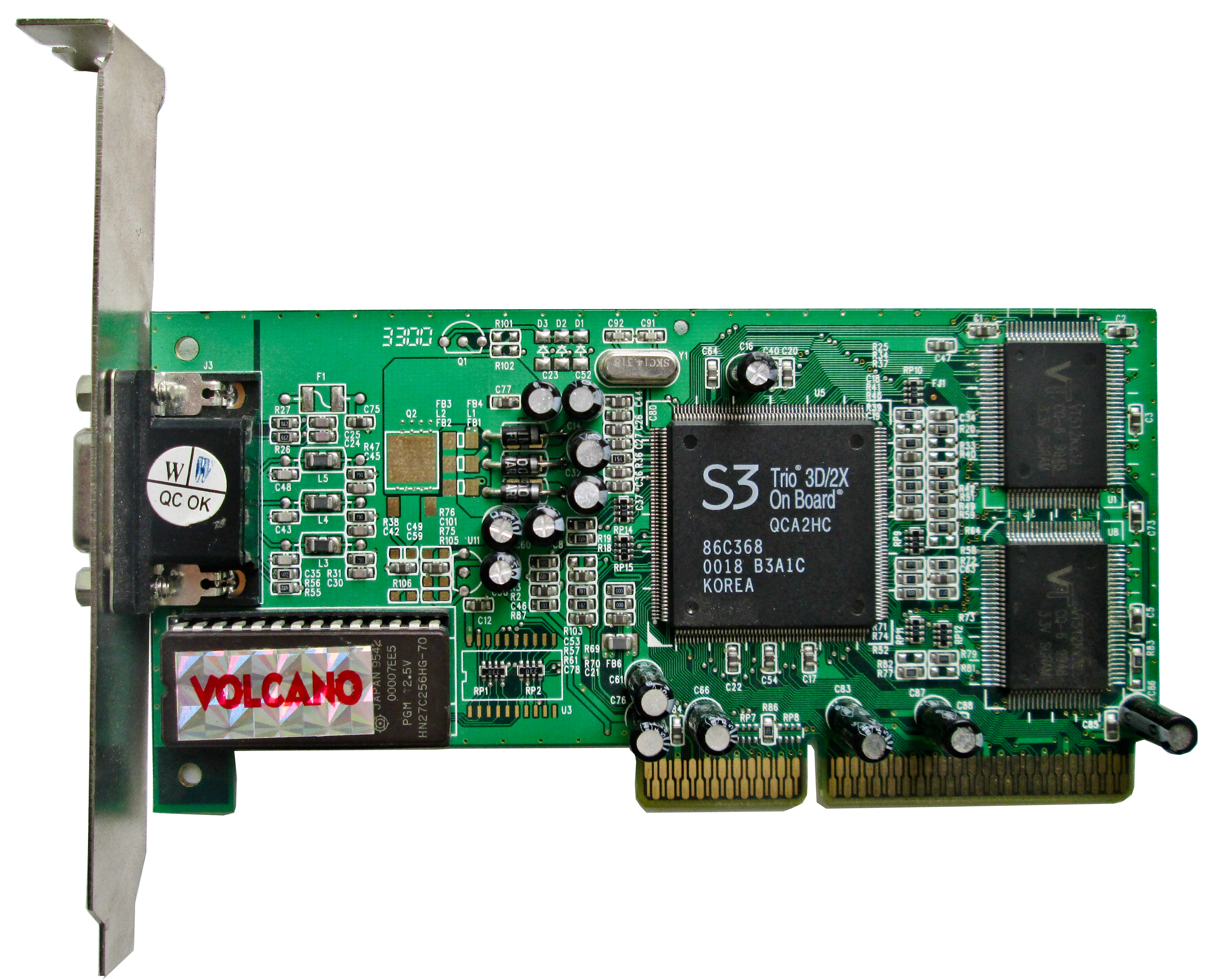
S3 Trio 3D/2X

I vari chip Trio sono stati utilizzati su molte schede madri. A causa della popolarità della serie e dei conseguenti vantaggi di compatibilità, vengono utilizzati in vari pacchetti di emulazione e virtualizzazione PC come DOSBox, Microsoft Virtual PC, PCem e 86Box.

## Specifiche
- Interfaccia scheda madre: ISA, VLB, PCI, AGP (solo Trio3D)
- Connettore video: connettore VGA a 15 pin
- Vram: da 1 a 2 MiB di DRAM FPM/EDO (per le schede 2D)